# 迪拜大清真寺

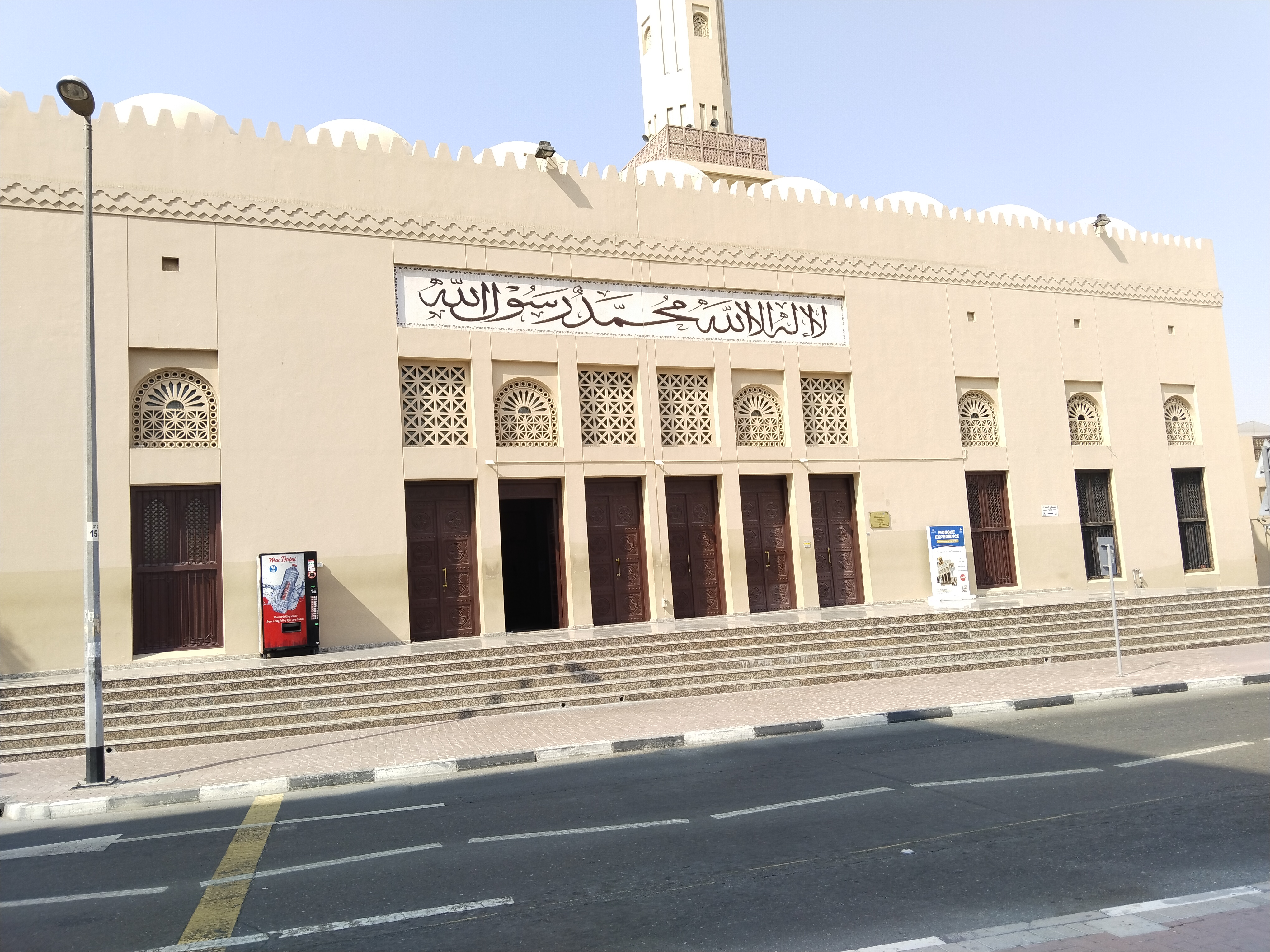

迪拜大清真寺（Grand Mosque）是阿拉伯联合酋长国迪拜最大的清真寺之一，是老城区的主导建筑物。该寺是迪拜宗教和文化生活的核心。它位于市场和迪拜博物馆之间，印度庙以南，现在能容纳1,200名信徒，非穆斯林不允许进入寺内，只允许在叫拜楼拍照，而且必须穿着保守。

## 历史
该寺最初建于1900年，是一个学习古兰经的小学。1960年拆除重建，1998年进行了改建，更接近最初的风格。

## 建筑
迪拜大清真寺拥有迪拜最高的叫拜楼，高达70米，形似灯塔，为安纳托利亚风格。屋顶上有45个小圆顶以及9个大圆顶。